# Scrooged
Scrooged (Brasil: Os Fantasmas Contra-Atacam / Portugal: SOS Fantasmas) é um filme norte-americano de 1988, do gênero comédia, dirigido por Richard Donner e estrelado por Bill Murray e Karen Allen.
O filme é baseado na novela A Christmas Carol, de Charles Dickens, publicada em 1843. A obra tem sido insistentemente adaptada para o cinema, a começar pelo curta-metragem Scrooge, or, Marley's Ghost , de 1901. Até 2009, essas adaptações chegavam a dezenove.

## Sinopse
O executivo da televisão Frank Cross é um homem cruel, e ignora totalmente o espirito natalino. Ele desce aos níveis mais baixos para aumentar a audiência, como o programa "A Noite em Que a Rena Morreu", em que o Papai Noel usa um fuzil AK-47. Seu mais odioso plano, porém, ele o engendra para o período natalino: ele vai mandar seu pessoal representar em rede nacional uma versão de "A Christmas Carol", o que vai obrigá-los a trabalhar na véspera do Natal.
Entretanto, a rotina de Frank vira de cabeça para baixo quando ele é visitado por três fantasmas, cada um representando um Natal diferente: um do passado, um do presente e outro do futuro. Cada um deles leva Frank a uma fase de sua vida para que ele veja como se tornou essa pessoa horrível. Ele também tem uma última chance de se redimir.

## Principais premiações
| Patrocinador                                               | Prêmio  | Categoria                                                                              | Situação |
| ---------------------------------------------------------- | ------- | -------------------------------------------------------------------------------------- | -------- |
| Academia de Artes e Ciências Cinematográficas              | Oscar   | Melhor Maquiagem e Penteados                                                           | Indicado |
| Academia de Filmes de Ficção Científica, Fantasia e Horror | Saturno | Melhor Filme de Fantasia Melhor Ator - Cinema (Bill Murray) Melhores Efeitos Especiais | Indicado |

## Elenco
| Ator/Atriz         | Personagem                 |
| ------------------ | -------------------------- |
| Bill Murray        | Frank Cross                |
| Karen Allen        | Claire Phillips            |
| John Forsythe      | Lew Hayward                |
| John Clover        | Brice Cummings             |
| Bobcat Goldthwait  | Eliot Loudermilk           |
| David Johansen     | Fantasma do Natal Passado  |
| Carol Kane         | Fantasma do Natal Presente |
| Robert Mitchum     | Preston Rhinelander        |
| Nicholas Phillips  | Calvin Cooley              |
| Michael J. Pollard | Herman                     |
| Alfre Woodard      | Grace Cooley               |
| Mabel King         | Gramma                     |
| John Murray        | James Cross                |
| Jamie Farr         | Jacob Marley               |
| Maria Riva         | Sra. Rhinelander           |